# Tenuacia
Tenuacia är ett släkte av insekter. Tenuacia ingår i familjen dvärgstritar.
Kladogram enligt Catalogue of Life:
| Tenuacia | \| \| Tenuacia macera \| \| \| \| \| \| Tenuacia rubera \| \| \| \| |
|          | \| \| Tenuacia macera \| \| \| \| \| \| Tenuacia rubera \| \| \| \| |
|          | Tenuacia macera                                                     |
|          |                                                                     |
|          | Tenuacia rubera                                                     |
|          |                                                                     |